# Casandria fassli
Casandria fassli är en fjärilsart som beskrevs av Hans Zerny 1916. Casandria fassli ingår i släktet Casandria och familjen nattflyn. Inga underarter finns listade i Catalogue of Life.